# Sentier de randonnée
Pour les articles homonymes, voir Sentier.
Ne doit pas être confondu avec Itinéraire de randonnée.

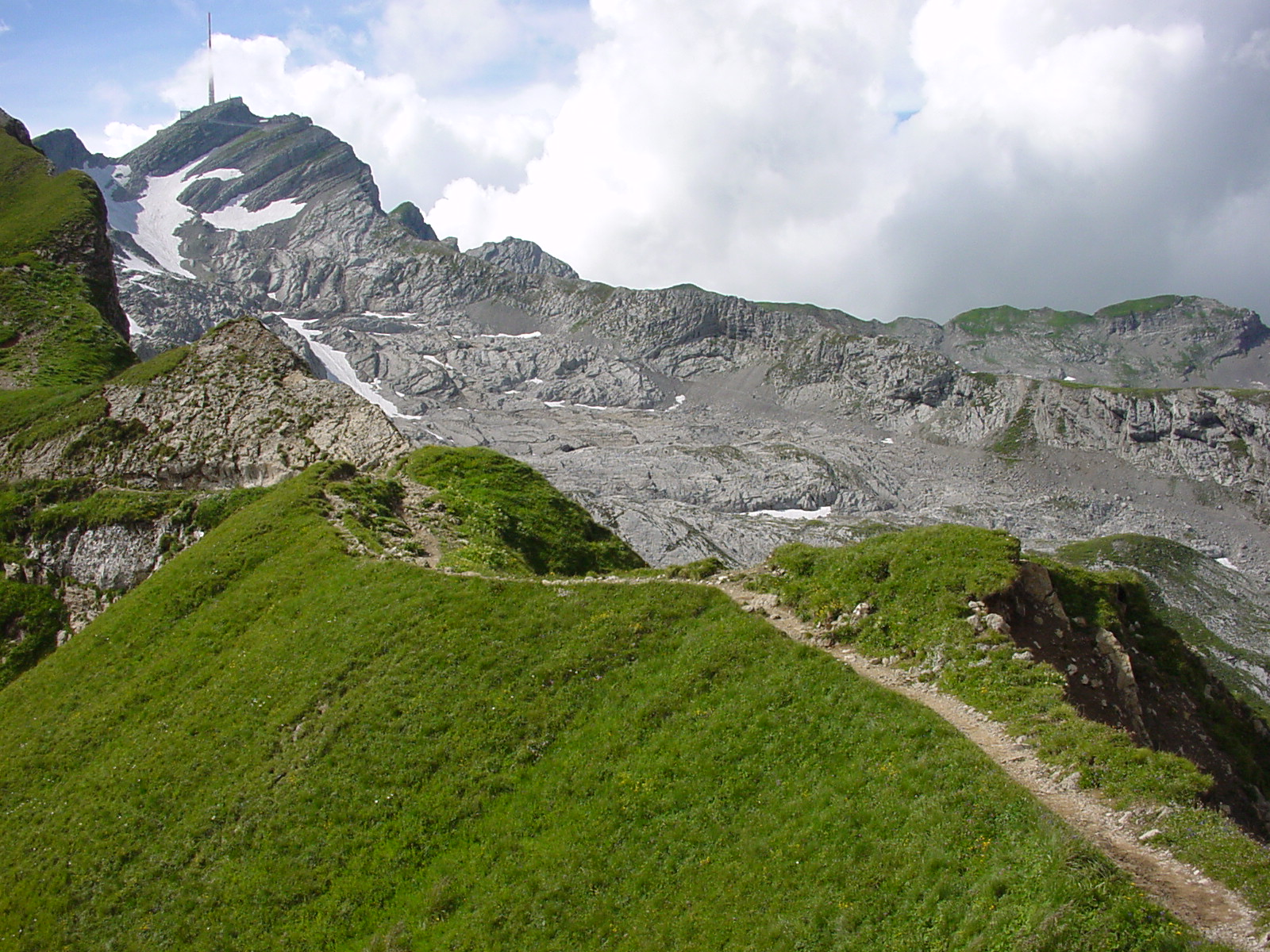
Sentier de randonnée de montagne sur les flancs du Säntis dans les Alpes suisses.

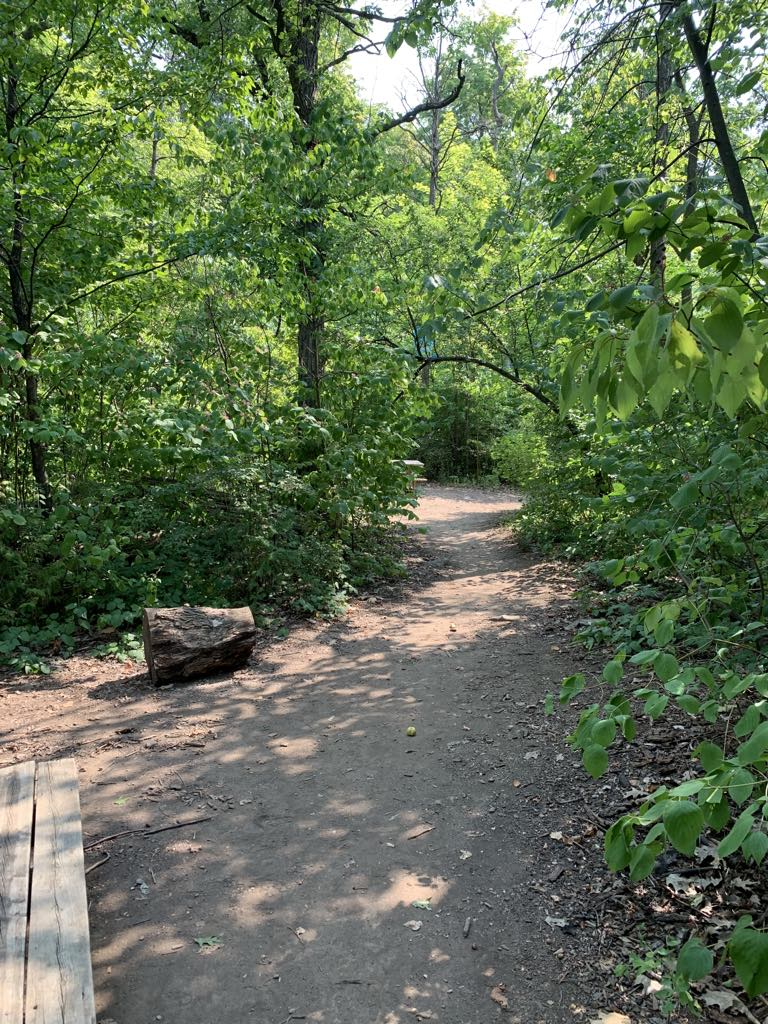
Une randonnée dans un sentier déboisé au Canada

Un sentier de randonnée est un sentier tracé dans un environnement naturel pour permettre la randonnée pédestre. Ils peuvent être intégrés à des itinéraires de randonnée (GR, GRE, GRP, etc.).

## Caractéristiques
Lorsqu'il est utilisé dans le cadre d'un itinéraire, il peut faire l'objet d'une signalétique particulière sous la forme d'un balisage par un marquage à la peinture complété ou non par des panneaux indicateurs qui précisent le lieu à atteindre et, parfois, l'horaire. Les refuges et autres services pour randonneurs se trouvent généralement à proximité des sentiers. En montagne et dans les zones isolées, il fait office d'axe de communication essentiel. Ils sont aussi très empruntés lors de certains pèlerinages ou événements comme les chemins de Compostelle en Europe, celui menant au Bromo en Indonésie ou encore ceux gravissant le mont Fuji au Japon.
Le revêtement d'un sentier peut varier suivant le type de terrain qu'il traverse (terre, herbe, cailloux, lave, sable, etc.) et peut être aménagé avec un pavage, des marches ou des planches ce qui limite l'érosion dues aux marcheurs, notamment dans les secteurs meubles ou escarpés. Ils sont aussi utilisés occasionnellement par des cavaliers, des cyclistes et des petits engins motorisés tout-terrain tels que les motos et les quads.